# Шеки (аэропорт)
Шекинский аэропорт (азерб. Şəki hava limanı) — гражданский аэропорт в городе Шеки в Азербайджане.
В настоящее время аэропорт способен принимать только вертолёты.

## История
Шекинский аэропорт начал функционировать в марте 1932 года.
До 1998 года через аэропорт осуществлялись пассажироперевозки и транспортировка грузов в Баку и обратно.
В 2019 году правительство Азербайджана рассматривало возможность проведения строительных работ, необходимых для возобновления деятельности аэропорта для приёма самолётов. При этом, подчёркивалось, что для принятия подобного решения предстояло изучить показатели пассажироперевозок через аэропорты в Габале и Загатале.